# Infrastruktur
Infrastruktur er en betegnelse for summen af de systemer, der forbinder enheder i et større system. Som regel bliver begrebet brugt om transport- og kommunikationssystemer lokalt, nationalt og internationalt.

## Underopdeling
Infrastrukturen kan opdeles i tre hovedgrupper:
1. Tekniske anlæg,
2. Transportanlæg,
3. Byggeanlæg.

### Tekniske anlæg
Tekniske anlæg inddeles i:
- forsyningsanlæg (vandforsyning, fjernvarmeforsyning, elektricitetsforsyning, radio og tv kabelnet, telefon- og telegrafnet, gasforsyning (herunder naturgas), samt olieledninger)
- behandlingsanlæg (spildevandsbehandling, affaldsbehandling så som lossepladser, forbrændingsanlæg, sorteringsanlæg og anlæg for kemisk affalds behandling (i Danmark: Nordgroup)).

### Transportanlæg
Transportanlæg, der atter inddeles i:
- veje (og dertil knyttet transport)
- sporlinier, hvor der skelnes mellem:
- jernbaner,
- sporveje,
- letbane (skinnebus),
- flyvepladser og lufthavne,
- havne, der betinget opdeles i:
- færgehavne,
- godshavne.
Kollektiv trafik indgår som et særskilt, men uadskilleligt led i transportområdet.

### Byggeanlæg
Byggeanlæg inddeles i:
- broer,
- tunneller,
- dæmninger,
- kanaler.
I ældre tid udgjorde byporte et byggeri til sikring af kontrollen med hvilke varer, der førtes ind i og ud af købstaden. I Mellemeuropa kan bjergpas være sprængt, gravet, boret eller på anden måde kunstigt skabte for at sikre fremkommelighed.

## Infrastruktur og byplanlægning
I den fysiske planlægning behandles infrastrukturen som regel under delemnerne:
1. trafik,
2. offentlige forsyningsanlæg,
3. miljøbeskyttelse.

Et lands eller en bys infrastruktur spiller en afgørende rolle, når en virksomhed skal finde en velegnet lokalitet til nye produktions- eller kontorfaciliteter. For en eksportvirksomhed vil det fx være en fordel at lægge produktionen på et sted med nem adgang til motorveje, havne og lufthavne.

## Anden brug
I forbindelse med større militæroperationer, taler man også om en infrastruktur i form af ting som radarstationer, flyvepladser, olieledninger, magasiner mm.
Infrastruktur kan dog også have en bredere betydning, fx bliver infrastruktur nogle gange brugt om organisationen i et firma, eller om offentlige og private serviceydelser.